# 大貫詩織
大貫 詩織（おおぬき しおり、1991年12月12日 - ）は、神奈川県横浜市出身の助産師である。シオリーヌの名前でYouTuberとしても活動している。

## 来歴
神奈川県立希望ケ丘高等学校、神奈川県立保健福祉大学保健福祉学部看護学科卒業。在学中に看護師・保健師・助産師の免許を取得。卒業後に総合病院の産婦人科病棟で3年間勤務するが、その過程で思春期世代の性教育に興味を持ち、次に勤務した精神科の児童思春期病棟で、思春期保健相談士の資格も取得する。その後、性問題について語り合うサロン、学校やイベントでの講演会、オンラインサロンなど、多方面での性教育活動を行っている。
10代の頃は家庭の関係が良くなく、事あるごとに父親から叱責されていたため、そこから常に「親とは何か」「家族とは何か」を考えるようになり、その延長線上にある「親子に触れられる仕事」として、助産師を目指したという。一方で、母親からは生理用品の使用法や避妊の重要性などをしっかりと教わったことに、今の自分の性教育活動の原点があるという。また、摂食障害の経験があり、「日本に根付いたルッキズム」の影響としている。大学在学時に、最初の病院実習で大貫のグループを引率した教授に感銘を受け、子どもたちに頼れる大人を目指す。
2017年から、高校時代の同級生3人で、週3回のポッドキャストを配信していた。
2020年5月、北海道室蘭市出身の男性看護師との結婚を発表。大貫にとっては2度目の結婚で、夫が「大貫」に改姓した。2022年6月に第1子の出産。
2022年10月11日、株式会社Rine（リーヌ）を起業。
2023年4月、出身校の神奈川県立保健福祉大学にある大学院に入学。
2024年5月15日、特定非営利活動法人コハグを設立、代表理事に就任。株式会社Rineが行っていた「産後ケア銭湯」をコハグが引き継ぐことをYouTubeチャンネルで発表した。

## 活動

### 性教育活動
産婦人科勤務時に、予備知識のないまま妊娠・出産に至る女性に何人も関わった経験から、性教育に興味を持ち、日本家族計画協会の思春期保健相談士の資格を取得する。思春期世代に必要な「性の知識」を教育する活動を始めた。インターネットでこの資格に言及したことが契機となり、中学校での性教育講演が実現し、2017年ごろから小中学校やフリースクールなどでの性教育授業や講演を始めた。包括的性教育活動の一環として、幼少期からのジェンダー教育にも取り組んでいる。クラウドファンディングによって集まった資金で、女性が手に取りやすいパッケージデザインのコンドームをジョニーハット（中西ゴムストラテジー）に発注し、通信販売も行っていたが、2019年には「目的を果たした」として終売した。

### YouTuber
性教育講師として活動が増えたものの、学校での講演などでは校長の判断の範囲内で大貫が必要と感じる情報を十分伝えられないことから、2019年2月からYouTubeへの動画投稿を始めた。動画では「正解を決めない」ことを心掛けているという。大貫は動画のターゲットを「10代の思春期世代」「リアルに性の知識が必要な20代・30代の妊娠・出産期」「子どもに性教育を行う親や教職」の3つに定めており。思春期世代に日常の中で見てもらえるようなコンテンツを目指しているという。
「シオリーヌ」という名前は、大貫と同世代で運営していたコミュニティで付けられたニックネームである。性問題の話は「真面目」か「下ネタ」のどちらかに傾きやすいため、その中間で、自然体で活動したいために、自分から「シオリーヌ」と名乗っているとしている。
2020年6月、「性的満足を目的とした性的なコンテンツの発信」という理由により、Googleから動画チャンネルの収益化が一時停止されたが、この処置に批判が相次ぎ、翌日には解除された。

## 著書
- シオリーヌ（大貫詩織）『CHOICE 自分で選び取るための「性」の知識』イースト・プレス、2020年12月。ISBN 978-4-7816-1937-8。
  - 当初は大手出版社から発売予定だったが、完成直前に上層部判断で出版が白紙となってしまった経緯がある[28]。
- シオリーヌ（大貫詩織）『こどもジェンダー』ワニブックス、2021年4月。ISBN 978-4-8470-7049-5。
- シオリーヌ（大貫詩織）『もやもやラボ』小学館クリエイティブ、2021年6月23日。ISBN 978-4-7780-3567-9。
  - 厚生労働省社会保障審議会児童福祉文化財令和3年度児童福祉文化財推薦作品[29]
- 赤川 学, 小堀 善友, シオリーヌ（大貫詩織）, Schoo, TENGAヘルスケア監修『なぜオナニーはうしろめたいのか』星海社新書、2021年10月27日。ISBN 978-4-0652-5045-7。
- シオリーヌ（大貫詩織）『やらねばならぬと思いつつ : 超初級 性教育サポートBOOK』Hagazussa Books、2021年11月6日。ISBN 978-4-9100-3408-9。
- シオリーヌ（大貫詩織）、菊池真理子『食べるの怖いな』Hagazussa Books、2022年11月17日。ISBN 978-4-9100-3412-6。
  - ルッキズムの影響で摂食障害に苦しんでいた過去を描いたコミックエッセイ[30]
- シオリーヌ（大貫詩織）『産んでくれなんて頼んでないし』イースト・プレス、2022年11月24日。ISBN 978-4-7816-2140-1。

### 連載
- 「シオリーヌのご自愛SESSION」 － 月刊SPUR2021年4月号-2022年3月号